# Tornesköldlav
Tornesköldlav (Melanelia tominii) är en lavart som först beskrevs av Oksner, och fick sitt nu gällande namn av Essl. Tornesköldlav ingår i släktet Melanelia och familjen Parmeliaceae.  Arten är reproducerande i Sverige. Inga underarter finns listade i Catalogue of Life.